# Agent double (film, 1960)
 (mars 2023).
Si vous disposez d'ouvrages ou d'articles de référence ou si vous connaissez des sites web de qualité traitant du thème abordé ici, merci de compléter l'article en donnant les références utiles à sa vérifiabilité et en les liant à la section « Notes et références ».
Pour les articles homonymes, voir Agent double (homonymie).
Pour plus de détails, voir Fiche technique et Distribution.
Agent double (titre original : Frauen in Teufels Hand, litt. Femmes dans les griffes du diable) est un film d'espionnage autrichien réalisé par Hermann Leitner sorti en 1960.

## Synopsis
Immédiatement après la conclusion du Pacte germano-soviétique, le Kremlin envoie l'un de ses meilleurs agents à Berlin. Petrov doit savoir ce que l'Allemagne a l'intention de faire. Le Sicherheitsdienst a eu vent de ce plan et fait éliminer l'espion au cours de son voyage en train. Comme le capitaine Berg lui ressemble, il se glisse dans son rôle. Dès que le train arrive à Berlin, "Petrov" est chargé par des membres de l'ambassade soviétique de déchiffrer un code secret du ministère des Affaires étrangères allemand.
Dans la Villa Parisi, "Petrov" doit obtenir le code souhaité. Ce qu’il ne sait pas : le SD a mis en place un centre d’écoute au sous-sol et peut suivre toutes les conversations des invités. Marina Graefe travaille dans le salon en tant que chanteuse et fait tourner la tête des hommes. Bien qu'elle prétende être une émigrée balte, elle espionne pour le compte des Soviétiques. Le conseiller légionnaire von Kegel est un des habitués. Il souffre toujours de difficultés financières et pardonne la chanteuse. Pour une somme considérable, il s'implique dans une intrusion dans son propre bureau aux Affaires étrangères et photographie les dossiers secrets de l'ennemi.
"Petrov" est maintenant un invité permanent dans la villa. Marina et lui ne tardent pas à tomber amoureux. Mais il ne dit pas sa véritable identité.
Von Kegel trouve Marina dans son appartement et lui donne les documents secrets. Lorsqu'il réclame d'autres services après avoir reçu l'argent de Marina, elle le repousse. "Petrov", en regardant l'appartement de Marina, remarque l'altercation entre les deux. Il intervient et libère l'agent des attaques de Kegel.
Profondément blessé, Kegel cherche la distraction dans le manoir, où il s'enivre. Sa conversation avec une dame est interceptée dans la cave. Il s'agit de la connaissance du SD de Marina. Immédiatement il organise son arrestation. Alors que cela se déroule dans l'appartement de Marina, le faux Petrov est identifié comme étant le capitaine Berg et déclare avoir déjà arrêté Marina. Berg la fait sortir vers la Suède.
Le capitaine Berg dit au revoir à Marina à l'aéroport. Mais cela n'atteindra jamais son objectif. Sur le tarmac, elle est frappée d'une balle du SD. Peu de temps après, Berg est arrêté par la Gestapo. Il est condamné à mort pour avoir favorisé un agent. Son exécution a lieu le jour où la Wehrmacht franchit la frontière soviétique.

## Fiche technique
- Titre : Agent double
- Titre original : Frauen in Teufels Hand
- Réalisation : Hermann Leitner
- Scénario : Hellmut Andics (de), August Rieger (de), Harvey T. Rowe
- Musique : Peter Kreuder
- Direction artistique : Wolf Witzemann
- Photographie : Walter Partsch (de)
- Production : Ernest Müller (de)
- Société de production : Schönbrunn-Film GmbH
- Société de distribution : Neue Filmverleih
- Pays d'origine :  Autriche
- Langue : allemand
- Format : Noir et blanc - 1,66:1 - Mono - 35 mm
- Genre : Espionnage
- Durée : 90 minutes
- Dates de sortie :
  -  Allemagne : 12 mai 1960.
  -  Autriche : 27 mai 1960.
  -  Finlande : 31 mars 1961.
  -  France : 26 janvier 1962[1].

## Distribution
- Helmut Schmid : Hauptmann Berg
- Maria Sebaldt : Marina Graefe
- Gerlinde Locker : Eva von Halberg
- Mady Rahl : Irma Wenk
- Erik Frey : Deuxième secrétaire von Kegel
- Emmerich Schrenk : Obersturmführer Schmielke
- Wolf Albach-Retty : M. von Parisi
- Michael Janisch : Hauptmann Balke
- Aina Capell : Irene
- Josef Krastel (de) : Colonel Reinhard
- Viktor Afritsch (de) : Wehrle, Scharführer du SD
- Hannes Schiel : Redwitz, Sturmbannführer du SD
- Guido Wieland : Malinski
- Edd Stavjanik : Zinoviev
- Viktor Koran : Un Streifenführer de la Wehrmacht
- Boy Gobert : Emil

## Source de la traduction
- (de) Cet article est partiellement ou en totalité issu de l’article de Wikipédia en allemand intitulé « Frauen in Teufels Hand » (voir la liste des auteurs).